# The Talons of Weng-Chiang
The Talons of Weng-Chiang (Les serres de Weng-Chiang) est le quatre-vingt-onzième épisode de la première série de la série télévisée britannique de science-fiction Doctor Who. Dernier épisode de la saison 14, il fut originellement diffusé en six parties, du 26 février au 2 avril 1977. Malgré des accusations de racisme envers les ressortissants de la communauté chinoise, cet épisode est considéré comme l'un des meilleurs de la série.

## Accroche
Le Docteur et Leela se retrouvent dans le Londres de l'époque victorienne : des femmes se font enlever, des fantômes semblent avoir été observés dans un opéra et des rats géants semblent avoir envahi les égouts. Le Docteur décide de mener l'enquête.

## Distribution
- Tom Baker — Le Docteur
- Louise Jameson — Leela
- Christopher Benjamin – Henry Gordon Jago
- Trevor Baxter – Le Professeur Litefoot
- John Bennett – Li H'sen Chang
- Deep Roy – Mr Sin
- Michael Spice – Weng-Chiang
- Chris Gannon – Casey
- Alan Butler – Buller
- Tony Then – Lee
- Vincent Wong – Ho
- John Wu – Coolie
- David McKail – Le sergent
- Conrad Asquith – PC Quick
- Judith Lloyd – Teresa
- Vaune Craig-Raymond – La femme de ménage
- Penny Lister – Le chanteur
- Dudley Simpson – Le conducteur
- Patsy Smart – Ghoul

## Résumé
Décidant d'apprendre à Leela l'histoire de ses ancêtres terriens, le Docteur l'amène dans le Londres du XIXe siècle. Espérant assister à un spectacle de Little Tich le Docteur souhaite se rendre au Palace Theatre, lorsqu'ils tombent sur des chinois qui ont apparemment tué un conducteur de calèche. La police arrive et le Docteur, Leela et l'un des chinois sont appréhendés. Un magicien célèbre du Palace Theatre, Li H'sen Chang est dépêché comme interprète mais celui-ci donne au suspect du venin de scorpion ce qui le tue sur le coup. En examinant le corps du suspect avec le coroner, le Professeur Litefoot, le Docteur découvre que celui-ci a un cobra tatoué sur le corps, signe distinctif de l'ordre du scorpion noir, une secte vénérant un dieu du nom de Weng-Chiang.
Le corps rejoint la morgue ainsi que celui de Joseph Buller, le conducteur qui est retrouvé plus tard dans la tamise. Au début de la soirée, celui-ci avait menacé H'sen Chang et Henry Gordon Jabo, le directeur du Palace Theatre, de faire un scandale car sa femme, Emma, avait disparu après avoir été hypnotisée dans un spectacle de magie. Chang avait alors ordonné à ses hommes (dont l'un d'eux est une poupée naine du nom de Mr Sin) d'abattre le conducteur de calèche. De leur côté, le Docteur et Leela se retrouvent à enquêter dans les égouts et font face à un rat géant qui les force à faire demi-tour.
L'être que Li H'sen Chang pense être Weng-Chiang est en réalité Magnus Greel, un despote du 51e siècle qui a remonté dans le temps à bord d'un cabinet temporel. Mais, la technologie de sa machine est basée sur une "énergie zygma" qui s'avère être instable et l'a gravement déformé en attaquant son ADN. Il a besoin de drainer l'énergie de jeunes femmes afin de rester en vie, ce qui explique la disparition d'Emma ainsi que les vagues d'enlèvement de jeunes filles. Greel semble retrouver la trace de son cabinet (déguisé en casse-tête) qui a été offert en cadeau au professeur Litefoot par des soldats de la cour impériale de Chine qui s'en étaient emparé.
Chang tiens ses pouvoirs de Greel et force une jeune femme à le suivre. Ils se font pister par Leela qui entrera dans son repaire et le verra mettre une servante dans une machine destinée à la drainer de son énergie. De son côté, le Docteur trouve bientôt la trace de Greel, qui semble demeurer dans les égouts se trouvant sous le Palace Theatre. Le Docteur mène l'enquête avec Henry Gordon Jabo qui le prend pour un agent de Scotland Yard et ne reste pas très discret sur le sujet, éveillant la méfiance de Li H'sen Chang. Alors que Chang effectue son spectacle, sous le regard suspicieux du Docteur, Greel abandonne finalement son repaire, tuant un machiniste et laissant Chang être arrêté par la police. Déçu d'avoir été trahi par son dieu, celui-ci part dans les égouts et se fait attaquer par un des rats géants créé par Greel pour protéger son repaire.
Greel prend la fuite avec Mr Sin qui s'avère être un robot futuriste miniaturisé dont les commandes sont animées par un cerveau de cochon.

### Continuité
- Le Docteur sait parler chinois. Dans « The Mind of Evil », il disait s'être entretenu avec Mao Zedong. Il dit ne pas avoir été en Chine depuis plus de 400 ans en référence à l'épisode « Marco Polo ».
- Magnus Greel dit fuir les agents temporels. Ce sont eux les premiers employeurs de Jack Harkness dans la deuxième série.